# Carlos Contreras Elvira
Carlos Contreras Elvira (Burgos, 1980) es un escritor español en lengua castellana.

## Biografía
Carlos Contreras Elvira es máster en Escritura por New York University, máster en Literatura Hispanoamericana por la Universidad Complutense de Madrid, licenciado en Dirección de Escena y Dramaturgia por la RESAD (curso 2009-10 en Escola Superior de Teatro e Cinema de Lisboa, Portugal), Máster en Edición, Gestión y Producción de revistas por la Universidad Pontificia de Salamanca y licenciado en Humanidades y C.A.P. por la Universidad de Burgos (curso 2002-03 en University College of Cork, Irlanda). Ha sido lector de español en Western Michigan University (EE. UU.), profesor en la Universidad Europea de Madrid y pensionado de Creación Literaria en instituciones como la Residencia de Estudiantes de Madrid, la Real Academia de España en Roma, el IATI Theater de Nueva York (Off-Broadway) o New York University, donde fue distinguido como MA Scholar de Escritura 2018-19. Considerado uno de los autores más interesantes de la poesía y el teatro español reciente, en su palmarés figuran importantes reconocimientos, como el Premio Internacional de Poesía Leonor, el Premio Marqués de Bradomín, el Premio de Poesía Joven de RNE, el Premio de la Sociedad General de Autores y Editores o el Premio Nacional de Teatro Calderón de la Barca. En los últimos años también ha trabajado en el Departamento de Publicaciones de la AECID (MAEC) como editor de la revista literaria Cuadernos Hispanoamericanos, en el Departamento de Español y Portugués de NYU y en el Departamento de Cultura del Instituto Cervantes de Nueva York, labor que ha simultaneado con la escritura de columnas de opinión y reportajes periodísticos para diarios como El mundo o revistas como Esquire, la representación institucional internacional, la consultoría de guiones para series de TV y
la curaduría de proyectos para instituciones como la Institución Libre de Enseñanza, EUNIC, British Council o Goethe Institut.

## Obras
Incluido en diversos recuentos y antologías del teatro y la poesía reciente, su obra ha sido vertida al alemán, checo, inglés, italiano, polaco y portugués. Ha publicado los siguientes libros:

### Teatro
- [2021] La vida entera. Ed. Invasoras, Fondo para las Artes Escénicas Iberoamericanas e INAEM, Ministerio de Educación, Cultura y Deporte del Gobierno de España, Vigo / Madrid. 79 páginas, ISBN 978-84-18885-99-0
- [2019] Manual de estilo para currículums inventados. Ed. Invasoras e INAEM, Ministerio de Educación, Cultura y Deporte del Gobierno de España, Vigo / Madrid. 70 páginas, ISBN 978-84-16993-62-8
- [2016] Kaiser. Ed. Fundación Autor, Madrid. 80 páginas, ISBN 978-84-8048-881-5.
- [2014] Rukeli (Premio Nacional de Teatro Calderón de la Barca 2013) Ed. Centro de Documentación Teatral, INAEM y Ministerio de Educación, Cultura y Deporte del Gobierno de España, Madrid. 120 páginas, ISBN 978-84-9041-088-2.
  - [2024] Rukeli (Traducción al italiano de Simone Trecca). Nova Delphi Libri, en colaboración con el programa Herencias, de la Università degli Studi Roma Tre. ISBN 979-12-80097-67-5.
- [2012] La comedia que nunca escribió Mihura. Centro Dramático Nacional, INAEM y Ministerio de Educación, Cultura y Deporte del Gobierno de España, Madrid. 112 páginas, ISBN 978-84-9041-004-2.
  - [2015] Komedia, której Mihura nie napisał (Traducción al polaco de Włodzimierz Oleksiak). Ed. Dialog. Biblioteca Nacional de Polonia, Ministerio de Cultura y Patrimonio Nacional de la República de Polonia, Varsovia. 41 páginas. PL ISSN 0012-2041.
- [2012] Amargura 275 (XX Premio SGAE de Teatro) Ed. Fundación Autor, Madrid. 124 páginas, ISBN 978-84-8048-845-7.
- [2012] Brut (XXVII Premio Internacional de Teatro Antonio Buero Vallejo. Escrita en colaboración con Javier Pastor) Ed. Patronato Municipal de Cultura del Exmo. Ayuntamiento de Guadalajara. 136 páginas, ISBN 978-84-87874-63-5.
- [2012] Castilla (Leyenda irrepresentable en cuatro actos) Ed. Instituto Castellano y Leonés de la Lengua y Academia Norteamericana de la Lengua Española, Burgos. 107 páginas, ISBN 978-84-92909-16-2.
- [2010] Verbatim Drama (XXV Premio Marqués de Bradomín) Ed. INJUVE, Ministerio de Sanidad, Política Social e Igualdad de España, Madrid. 70 páginas. ISBN 978-84-96028-87-6.
- [2009] Ius soli (Premio de las Letras Jóvenes de Castilla y León 2009) Ed. Junta de Castilla y León, Valladolid. 30 páginas, Plaquette.
- [2008] Orikata (XI Premio de Teatro Arte Joven de la Comunidad de Madrid). Ed. Ñaque, Ciudad Real. 117 páginas, ISBN 978-84-96765-11-5.

### Poesía
- [2011] El eco anticipado (III Premio de Poesía Joven de RNE) Ed. Pre-textos, Valencia. 76 páginas, ISBN 978-84-15297-22-2.
- [2010] Matrioshkas (Antología poética bilingüe. Traducción al portugués de Rita Custodio y Álex Tarradellas) Ed. Babel, Lisboa. 67 páginas, ISBN 978-989-28-0018-9.
- [2009] Resumen del silencio (XXVII Premio Leonor de Poesía) Excma. Diputación Provincial de Soria. 76 páginas, ISBN 978-84-96695-30-1.
- [2008] El mismo otro (Premio de las Letras Jóvenes de Castilla y León 2007) Ed. Junta de Castilla y León, Valladolid.  27 páginas, Plaquette.
- [2007] Bildungsroman (VI Premio Internacional de Poesía Joven Martín García Ramos. Prólogo de Jon Juaristi) Ed. Point de Lunettes, Sevilla. 88 páginas, ISBN 978-84-96508-12-5.

### Ensayo / Artículos periodísticos
- [2010] Cartografía del verbo (Amor, literatura y nación en la América Latina del s. XIX: historia de un palimpsesto) Ed. Fundamentos, Madrid. 304 páginas, ISBN 978-84-245-1208-8.
- [2009] El espejo hablado (Vol.1) (Recuento de artículos periodísticos. Prólogo de Andrés Neuman) Ed. Celya, Salamanca. 152 páginas, ISBN 978-84-96482-68-5.

### Ediciones
- [2023] Nuevo Nuevo Mundo. El impacto del audiovisual en la difusión internacional de la lengua y de la cultura en español. Ed. Instituto Cervantes y Netflix, Madrid. 420 páginas. ISBN 978-84-18210-26-6
- [2022] Miguel Hernández, José Rizal. Instantes de convergencia / José Rizal, Miguel Hernández. Instants of Convergence (Introducción, notas y selección de textos). Antología poética biblingüe. Presentación de Luis García Montero. Ed. Instituto Cervantes, en colaboración con la Diputación de Jaén, Madrid. 111 páginas. ISBN 978-84-18210-24-2
- [2013] Guía psicogeográfica de Roma: 16 mapas para perderse. / A psychogeographic guide of Rome: 16 maps to get lost (En colaboración con César Espada) Ed. Ministerio de Asuntos Exteriores y Cooperación del Gobierno de España, Agencia Española de Cooperación Internacional para el Desarrollo y Real Academia de España en Roma, en coedición con Exit Publicaciones, Madrid. 230 páginas. ISBN 978-84-8347-158-6

## Premios y reconocimientos
Entre otros, ha sido distinguido con los siguientes premios:
- [2018-19] M.A. Scholar de Escritura. Department of Spanish and Portuguese. New York University.
- [2018] Autor seleccionado por New York University para su Muestra de Dramaturgia Iberoamericana.
- [2018] Autor seleccionado por el Ministerio de Asuntos Exteriores y de Cooperación del Gobierno de España, la Agencia Española de Cooperación Internacional para el Desarrollo y el Centro Dramático Nacional para su programa «DramaTOURgias 2018», mediante el que impartió talleres de dramaturgia en el Centro Cultural de España en Miami y el Centro Cultural de España en México.
- [2017-18] Autor seleccionado por New York IATI Theater para su Play Development Program 2018.
- [2017-18] Beca SGAE de Estudios Internacionales en New York University.
- [2017] Residencia de Creación Literaria en el Centro Español de Nueva York. AC/E, Ministerio de Educación, Cultura y Deporte del Gobierno de España y Centro Español NYC.
- [2016] Académico de la Academia de las Artes Escénicas de España.[4]
- [2016] Autor seleccionado por la Sociedad General de Autores y Editores para su IV Laboratorio de Escritura Teatral. Fundación SGAE.
- [2014-16] Beca MAEC-AECID como redactor y editor en el Departamento de Publicaciones de AECID. Ministerio de Asuntos Exteriores y Cooperación del Gobierno de España y Agencia Española de Cooperación Internacional para el Desarrollo.
- [2015] Finalista del XIII Premio de la Crítica de Castilla y León,[5] por Rukeli
- [2015] Autor seleccionado por el INAEM para su IV Programa de Desarrollo de Dramaturgias Actuales. Ministerio de Educación, Cultura y Deporte del Gobierno de España.
- [2013] Premio Nacional de Teatro Calderón de la Barca, por Rukeli.
- [2012-13] Beca Valle-Inclán de Literatura en la Real Academia de España en Roma. Ministerio de Asuntos Exteriores y Cooperación del Gobierno de España, Agencia Española de Cooperación Internacional para el Desarrollo y Real Academia de España en Roma.
- [2012-13] Autor seleccionado por el Centro Dramático Nacional para su programa «Escritos en la escena». Centro Dramático Nacional, INAEM y Ministerio de Educación, Cultura y Deporte del Gobierno de España.
- [2012] Finalista del X Premio de la Crítica de Castilla y León, por El eco anticipado.
- [2010-12] Beca de Creación Literaria en la Residencia de Estudiantes de Madrid. Excmo. Ayuntamiento de Madrid y Residencia de Estudiantes de Madrid.
- [2010] Finalista del IX Premio de la Crítica de Castilla y León, por Cartografía del verbo (Amor, literatura y nación en la América Latina del s. XIX: historia de un palimpsesto).
- [2011] Premio de Teatro de la Sociedad General de Autores y Editores (SGAE), por Amargura 275.
- [2011] Premio Internacional de Teatro Antonio Buero Vallejo, por Brut (escrita en colaboración con Javier Pastor).
- [2011] Premio de Poesía Joven RNE, por El eco anticipado.
- [2007-11] Beca «Jóvenes Excelentes» de la Fundación Caja de Burgos en la Real Escuela Superior de Arte Dramático de Madrid.
- [2010] Premio Marqués de Bradomín de textos teatrales, por su obra Verbatim Drama.
- [2010] Premio de las Letras Jóvenes de Castilla y León -Narrativa-, por El milagro del jerarca.
- [2009] Premio de las Letras Jóvenes de Castilla y León -Teatro-, por Ius Soli.
- [2008] Premio Internacional de Poesía Leonor, por Resumen del silencio.
- [2007] Premio de Arte Joven de la Comunidad de Madrid, por Orikata.
- [2007] Premio de las Letras Jóvenes de Castilla y León -Poesía-, por El mismo otro.
- [2006] Premio Internacional de Poesía Joven Martín García Ramos, por Bildungsroman.
- [2004] Premio Internacional de Relato Hiperbreve de Radio 3.
- [2004] Premio de Poesía Universidad de Deusto.
- [2003] Premio de Poesía Universidad de Burgos.

## Estrenos y lecturas dramatizadas
- [2024] Rukeli se leyó el 6 de marzo en el Teatro Palladium de Roma (Università degli Studi Roma Tre), bajo la dirección de Alessandro Di Murro.
- [2019] La vida entera se leyó el 4 de junio en el Teatro María Guerrero de Madrid (Centro Dramático Nacional), bajo la dirección de Lucía Miranda.
- [2018] Verbatim Drama se leyó el 6 de abril en el KJCC de New York University, bajo la dirección de Alejandro Moreno.
- [2018] Filho maravilha (AKA Kaiser) se leyó el 26 de marzo en IATI Theatre de Nueva York, bajo la dirección de Gerardo E. Gudiño.
- [2018] Manual de estilo para currículums inventados se leyó el 26 de enero en El Pavón Teatro Kamikaze de Madrid, bajo la dirección de Claudia Tobo.
- [2017] Verbatim Drama se leyó el 5 de octubre en el Centro Industra de Brno (República Checa), bajo la dirección de Michal Hába y dentro del Festival Specific 2017, organizado por la Universidad Masaryk como complemento a su congreso «Realidades y alusiones del texto teatral. Estudios sobre dramaturgia contemporánea en España e Hispanoamérica», para el que se seleccionaron textos de Juan Mayorga, Angélica Lidell, Alberto Conejero, Pablo Gisbert y Carlos Contreras Elvira.
- [2017] Manual de estilo para currículums inventados se leyó el 16 de junio de 2017 en la Sala Berlanga de Madrid, bajo la dirección de Bárbara Risso.
- [2017] Kaiser se leyó el 26 de mayo en ART/New York Theatre de Nueva York, bajo la dirección de Berioska Ipinza y Catherine Vargas.
- [2017] Suprimir para conservar (Verbatim Drama) se leyó el 21 de abril en el Instituto Cervantes de Nueva York, bajo la dirección del propio autor y dentro de los actos de conmemoración del Día del Español en la ONU.
- [2016] Komedia, której Mihura nie napisał se estrenó el 25 de mayo de 2016 en el Kreatywne Centrum Kultury de Bielsk Podlaski (Polonia), bajo la dirección de Mateusz Sacharzewski.
- [2015] Komedia, której Mihura nie napisał se leyó el 1 de diciembre en el Instytut Teatralny de Varsovia (Polonia), bajo la dirección de Katarzyna Raduszynska.
- [2014] Rukeli se leyó el 20 de octubre en el Teatro Valle-Inclán de Madrid (Centro Dramático Nacional), bajo la dirección de Raúl Fuertes.
- [2013] Aranda, 1473, escrita en colaboración con Félix Estaire, se estrenó de forma no comercial el 13 de junio de 2013 en el Centro Cultural Caja de Burgos de Aranda de Duero, bajo la dirección de Andrés García y Ana R. García. Esta obra formó parte de la XIX Edición de Las Edades del Hombre (2014).
- [2012] La comedia que nunca escribió Mihura se estrenó el 16 de noviembre de 2012 en el Teatro Valle-Inclán de Madrid (Centro Dramático Nacional), bajo la dirección de Tamzin Townsend.
- [2012] Amargura 275 se leyó el 23 de octubre en la Sala Manuel de Falla del Palacio Longoria de Madrid (SGAE), bajo la dirección de Denis Rafter.
- [2011] Verbatim Drama se estrenó de forma no comercial el 7 de octubre de 2011 en La Tabacalera de Madrid (Ministerio de Sanidad, Servicios Sociales e Igualdad del Gobierno de España), en el marco de la muestra de los Premios INJUVE y bajo la dirección de Aristeo Mora.

## Coordinación de ciclos y festivales | Participación en exposiciones
- [2025] «Leer el mundo: la literatura de viajes en la era transmedia». Del 12 de marzo al 9 de abril. Institución Libre de Enseñanza, Ministerio de Cultura y Deporte del Gobierno de España y Residencia de Estudiantes de Madrid.
- [2024] «Plantar un libro, escribir un árbol». Del 6 de mayo al 3 de junio. Institución Libre de Enseñanza, Ministerio de Cultura y Deporte del Gobierno de España y Residencia de Estudiantes de Madrid.
- [2023] «Literatura y simbiosis». Del 11 al 31 de mayo. Institución Libre de Enseñanza, Ministerio de Cultura y Deporte del Gobierno de España y Residencia de Estudiantes de Madrid.
- [2021] «Lecturas del Paisaje. Estrategias digitales para el mundo rural». Del 9 al 30 de junio. Institución Libre de Enseñanza, Ministerio de Cultura y Deporte del Gobierno de España, Fundación Unicaja, Fundación Sierra Pambley y Residencia de Estudiantes de Madrid.
- [2018] New Literature from Europe Festival. Del 26 al 29 de noviembre. Instituto Cervantes de Nueva York.
- [2017-18] Poetry in the parks. En programación desde otoño de 2017 en el Instituto Cervantes de Nueva York, comisariada en colaboración con Juan Carlos Ibáñez Angulo.
- [2017] Microtheater: The Spanish Theater to the Stage. 21 abril, dentro de los actos de conmemoración del Día del Español en la ONU. Instituto Cervantes de Nueva York.
- [2014] XIX Exposición de Las Edades del Hombre, «Eucharistia». Del 6 de mayo al 10 de noviembre de 2014 en Aranda de Duero (Burgos). Aranda, 1473 (Escrita en colaboración con Félix Estaire. 13, 14 y 15 de junio de 2014. Centro Cultural Caja de Burgos de Aranda de Duero).
- [2014] Estación XV / Station 15. Del 3 de abril al 25 de mayo de 2014 en la Real Academia de Bellas Artes de San Fernando, bajo el comisariado de César Espada. Guía psicogeográfica de Roma: 16 mapas para perderse / A psychogeographic guide of Rome: 16 maps to get lost y app Guía RAER (en colaboración con Ocupacciönpoética).
- [2013] Estación XV / Station 15. Del 17 de junio al 28 de julio de 2014 en la Real Academia de España en Roma, bajo el comisariado de César Espada. Guía psicogeográfica de Roma: 16 mapas para perderse / A psychogeographic guide of Rome: 16 maps to get lost y app Guía RAER (en colaboración con Ocupacciönpoética).
- [2012] Lavoro in Corso. Mostra borsisti 2012-2013. Del 23 al 30 de noviembre de 2012 en la Real Academia de España en Roma, bajo el comisariado de José Luis Corazón Ardura. Carlos Contreras Elvira: due poemi. (Traducción al italiano de Antonio Bux).

## Estudios sobre su obra y bibliografía relacionada
- Echeverría, Marta. Sobre el ciclo «Literatura y simbiosis», coordinado por Carlos Contreras Elvira. En Hoy empieza todo, de Radio 3. Radio Nacional de España, 11 de mayo de 2023.
- Brancatelli, Valentina. «"La vida entera" de Concepción Martín a través los ojos de Carlos Contreras Elvira». En Rocío Riestra Camacho, José García Fernández y Giuliana Antonella Giacobbe (coords.) Misoginia y Filoginia: fuerzas discursivas simbólicas en la narrativa internacional. Dykinson, Madrid, 2022, pp. 369-380.
- Pato, Alfonso. «Conchita Martín: La tragedia personal de la legendaria activista gallega que acampó 35 años frente a la Casa Blanca». En elDiario.es. Madrid, 30 de enero de 2022.
- Alba, Carolina. «Sobre La vida entera, de Carlos Contreras Elvira». En Hoy empieza todo, de Radio 3. Radio Nacional de España, 13 de octubre de 2021.
- VV.AA. «Lecturas del paisaje. Estrategias digitales para el mundo rural». Boletín de la Institución Libre de Enseñanza, Nº 122, pp. 9-59. Institución Libre de Enseñanza, octubre de 2021.
- Trecca, Simone. «¿Quién va a besar la lona?: dialéctica del boxeo en Rukeli, de Carlos Contreras Elvira». En XXIX Seminario Internacional del Centro de Investigación de Semiótica Literaria, Teatral y Nuevas Tecnologías (SELITEN@T), UNED, 2020. Incluido en Romera Castillo, José (Ed.) Teatro y deportes en los inicios del siglo XXI, Madrid, Editorial Verbum, 2020.
- Barriuso, Jorge. «Sobre Manual de estilo para currículums inventados, de Carlos Contreras Elvira». En Hoy empieza todo, de Radio 3. Radio Nacional de España, 14 de mayo de 2020.
- Heras, Guillermo. Nuevas escrituras escénicas en la España del siglo XXI. Revista de Teatro General y Comparado PYGMALION. «El cambio de paradigma en las escrituras dramáticas del siglo XXI», N.º 9/17-10/18. Plataforma digital para la investigación y divulgación del teatro contemporáneo en Madrid [TEAMAD].  Instituto del Teatro de Madrid (ITEM) y Facultad de Filología de la Universidad Complutense de Madrid, 2019, pp. 231-242.
- Trecca, Simone. Escrituras (auto)biográficas y (post-)memoria en el teatro español último. En XXVII Seminario Internacional del Centro de Investigación de Semiótica Literaria, Teatral y Nuevas Tecnologías (SELITEN@T). UNED, 2018.
- Bixler, Ospina, Seda, Luque. «Identita na postdramatické scéně. Verbatim Drama, Carlos Contreras Elvira» Archivado el 11 de febrero de 2018 en Wayback Machine.. En Španělsko Drama. Divadlo Feste Specific 2017.
- García Barrientos, José Luis. «El teatro en la segunda década del siglo XXI. La ilusión de novedad». En Nueva Revista N.º 159. UNIR, 2016, pp. 115-159.
- Fisher, Andrés y del Pliego, Benito. «Madrizoma: una aproximación apanorámica y no-lineal a los fenómenos poéticos madrileños de las últimas décadas. Rizomadrid». En Guaraguao N.º 51, Centro de Estudios y Cooperación para América Latina (CECAL), 2016, pp. 11-46.
- Laila Ripoll. «Desde la generosidad y la alegría». En VV.AA. IV Laboratorio de Escritura Teatral. Fundación SGAE, 2016, pp. 5-6.
- Oleksiak, Włodzimierz. Komedia, której Mihura nie napisał (Traducción al polaco de La comedia que nunca escribió Mihura). Revista DIALOG. Biblioteca Nacional de Polonia, Ministerio Polaco de Cultura, Varsovia, noviembre de 2015.
- Fernández, José Ramón. «Una sabia mirada sobre la barbarie». En Contreras Elvira, Carlos. Rukeli. Centro de Documentación Teatral. INAEM. MECD, 2014, pp. 9-12.
- García Garzón, Juan I. «La vida es un "ring"». Revista ABC CULTURAL. Madrid, 5 de diciembre de 2014, p. 17.
- I. Luque, Diana. «Reflexiones sobre la dramaturgia emergente en España: visibilidad y supervivencia en el contexto de las crisis actuales (más una nómina de jóvenes dramaturgos españoles)». En Romera Castillo, José (Ed.) Creadores jóvenes en el ámbito teatral (20+13=33). Editorial Vitrubio, 2014, pp. 34-53.
- Esteban, Rafael. «Más tinta para el teatro. Una nueva generación de autores impulsa la escena española». Revista EL CULTURAL. Madrid, 21-27 de febrero de 2014, pp. 46-48.
- VV.AA. «Ocupaccion poética, un proyecto de iniciativa ciudadana» VI CONGRESO NACIONAL DE BIBLIOTECAS PÚBLICAS. Ministerio de Educación, Cultura y Deporte, 2013, pp. 369-379.
- VV.AA. «Carlos Contreras, Premio de Teatro Calderón de la Barca». Revista EL CULTURAL. Madrid, 25 de septiembre de 2013.
- Pascual, Itziar. «21 Dramaturgos del presente». Revista ESTRENO: CUADERNOS DE TEATRO ESPAÑOL CONTEMPORÁNEO. Ohio Wesleyan University. N.º 2, 2013, pp. 67-105.
- Pascual, Itziar. «Los estudios de dramaturgia en la RESAD: dos décadas de camino». Revista ESTRENO: CUADERNOS DE TEATRO ESPAÑOL CONTEMPORÁNEO. Ohio Wesleyan University. N.º 2, 2013, pp. 56-66.
- García May, Ignacio. «Morir y reír». En Contreras Elvira, Carlos. La comedia que nunca escribió Mihura. Centro Dramático Nacional. INAEM. MECD, 2012, pp. 9-12.
- Pérez-Rasilla, Eduardo. «Notas sobre la dramaturgia emergente en España». Revista virtual DON GALÁN, n.º 2, CDT, 2012.
- Ayanz, Miguel. «Un Mihura sin Mihura». Diario LA RAZÓN. Madrid, 23 de noviembre de 2012.
- Vallejo, Javier. «Mihura, con tres bomberos, de copas». Diario EL PAÍS. Madrid, 20 de noviembre de 2012, p. 7.
- Galindo, Daniel. «Un Mihura que no es de Mihura». Programa En escena, de Radio 5. Radio Nacional de España, 20 de noviembre de 2012.
- García Garzón, Juan I. «"La comedia que nunca escribió Mihura": A media luz los tres». Diario ABC. Madrid, 16 de noviembre de 2012.
- López Rejas, Javier. «Mihura sin desahucio». Revista EL CULTURAL. Madrid, 16 de noviembre de 2012.
- VV.AA. «Carlos Contreras gana el XX Premio SGAE de Teatro». Revista EL CULTURAL. Madrid, 2o de diciembre de 2011.
- Pérez-Rasilla, Eduardo. «La escritura más joven. Algunas notas sobre la escritura dramática emergente en España». Revista ACOTACIONES, Vol. 27, julio-diciembre de 2011, pp. 13-32.
- Manrique Sabogal, Winston. «Cartografía del verbo. Amor, literatura y nación en la América Latina del siglo XIX: historia de un palimpsesto». Revista EL PAÍS-BABELIA. Madrid, 7 de agosto de 2010, p. 10.
- Pérez de la Fuente, Juan Carlos. «Rabiosamente nuevos, rabiosamente clásicos». En VV.AA. Textos teatrales Marqués de Bradomín. INJUVE. MSSSI, 2010, pp. 10-15.
- Neuman, Andrés. «Las columnas caminan». En Contreras Elvira, Carlos. El espejo hablado (Vol. 1). Editorial Celya, 2009, pp. 11-12.
- Juaristi, Jon. «A modo de prólogo». En Contreras Elvira, Carlos. Bildungsroman. Editorial Point de Lunettes, 2008, pp. 9-11.